# Salim Sayegh
Salim Sayegh (* 15. März 1935 in Rumaimin, Jordanien) war Patriarchalvikar für Jordanien im Lateinischen Patriarchat von Jerusalem.

## Leben
Salim Sayegh empfing am 28. Juni 1959 die Priesterweihe und wurde von Papst Johannes Paul II. 1981 zum Titularbischof von Aquae in Proconsulari ernannt und zum Weihbischof im Lateinischen Patriarchat von Jerusalem bestellt. Die Bischofsweihe spendete ihm am 6. Januar 1982 Papst Johannes Paul II.; Mitkonsekratoren waren der Kurienerzbischof und spätere Kardinal Eduardo Martínez Somalo und der Erzbischof von São Salvador da Bahia und spätere Kardinal Lucas Moreira Neves.
Als Weihbischof im Lateinischen Patriarchat von Jerusalem war er bis 2012 Patriarchalvikar für Jordanien. Seinem altersbedingten Rücktrittsgesuch wurde durch Papst Benedikt XVI. am 19. Januar 2012 stattgegeben. 